# Ryck
Il Ryck è un fiume che scorre nel land del Meclemburgo-Pomerania Anteriore in Germania.

## Descrizione
Nasce nei pressi della località di Bartmannshagen, nel comune di Süderholz, e scorre in direzione est per 30 km, attraversa la città di Greifswald ed infine sfocia nella baia di Greifswald.

## Storia
Il nome Ryck deriva dal proto-slavo rjeka/rĕka, ovvero fiume. Nel medioevo il Ryck segnava il confine tra il principato di Rugia e la contea di Gützkow.